# Adelognathus brevicornis
Adelognathus brevicornis là một loài tò vò trong họ Ichneumonidae.